# Панадура (підрозділ окружного секретаріату)
Підрозділ окружного секретаріату Панадура — підрозділ окружного секретаріату округу Калутара, Західна провінція, Шрі-Ланка. Головне місто - Панадура. Складається з 72 Грама Ніладхарі.

## Демографія
| Кількість Грама Ніладхарі | Площа (км2) | Населення (2012) | Населення (2012) | Населення (2012)  | Населення (2012) | Населення (2012) | Населення (2012) | Густота населення (/км2) |
| Кількість Грама Ніладхарі | Площа (км2) | Сингали          | Ларакалла        | Ланкійські таміли | Індійські таміли | Інші             | Всього           | Густота населення (/км2) |
| ------------------------- | ----------- | ---------------- | ---------------- | ----------------- | ---------------- | ---------------- | ---------------- | ------------------------ |
| 72                        | 44          | 153,84           | 25,328           | 1,556             | 263              | 737              | 181,724          | 4130                     |